# CHadzhi Dimităr (metropolitana di Sofia)
CHadzhi Dimităr è una stazione della linea M3 della metropolitana di Sofia. In attesa del completamento dei lavori di prolungamento della linea, funge da capolinea orientale della M3.

## Storia
La stazione è stata attivata il 26 agosto 2020.

## Strutture e impianti
La stazione, progettata dall'architetto Konstantin Kosev, è sotterranea ed è dotata di 2 binari, serviti da altrettante banchine.

## Servizi
La stazione ha due uscite ed è dotata di ascensori per le persone a mobilità ridotta.
- Biglietteria

## Interscambi
Nelle vicinanze della stazione effettuano fermata alcune linee urbane di superficie automobilistiche.
- Fermata autobus (linee 78, 79, 90, 100, 120)[2]